# Melasina varicosa
Melasina varicosa är en fjärilsart som beskrevs av Edward Meyrick 1920. Melasina varicosa ingår i släktet Melasina och familjen säckspinnare. Inga underarter finns listade i Catalogue of Life.